# Léon Vaillant
Léon Louis Vaillant (Parijs, Frankrijk, 11 november 1834 – Parijs, Frankrijk, 24 november 1914) was een Franse arts en natuuronderzoeker (vooral ichtyoloog en herpetoloog). 

## Biografie
Hij studeerde genees- en dierkunde in Parijs en behaalde in 1861 de titel van doctor in de geneeskunde en in 1865 een doctoraal in de natuurlijke historie. Daarna deed hij dierkundig onderzoek onder leiding van Henri Milne-Edwards (1800-1885). Eerst werkte hij aan ongewervelde dieren. In 1872 kwam de functie vrij van conservator van de afdeling vissen en reptielen. In 1889 zag Vaillant erop toe dat de collectie vissen, reptielen en amfibieën in een speciaal daarvoor gebouwd museum werden ondergebracht. Deze collectie behoort nu nog steeds tot de grootste van de wereld. 

## Nalatenschap
Onder de 260 titels van de door hem geschreven publicaties is waarschijnlijk het belangrijkst zijn werk (samen met Alfred Grandidier) over de reptielen van Madagaskar uit 1910.